# Lourenço Marques (explorateur)
Pour les articles homonymes, voir Lourenço Marques.
Lourenço Marques est un explorateur portugais du XVIe siècle.

## Biographie
Il explore en 1544 la baie de Maputo et s'y installe. Il y épouse une Africaine avec qui il aura plusieurs enfants. 
Le roi Jean III nomme en son honneur baie de Lourenço Marques l'actuelle baie de Maputo. 

## Hommage
Maputo s'est d'abord appelée Lourenço Marques avant de devenir la capitale de l'État indépendant du Mozambique le 3 février 1976.